# Ministère de l'Économie (Moldavie)
Le ministère de l'Économie de Moldavie est l'un des six ministères du gouvernement de Moldavie.
Le ministère de l'Économie de Moldova a été créé le 1er juin 1990 en tant que ministère de l'Économie nationale de la RSS de Moldavie, alors que la Moldavie faisait partie de l'Union soviétique. Au fil des ans, il a été restructuré et renommé à quelques reprises :
- Ministère de l'Économie et des Finances (1991-1992)
- Ministère de l'Économie (1992-1997)
- Ministère de l'Économie et des Réformes (1997-2001)
- Ministère de l'Économie (2009-2017)
- Ministère de l'Économie et des Infrastructures (depuis 2017)

Depuis le 10 janvier 2018, le ministre est Chiril Gaburici au sein du gouvernement Filip.

## Liste des ministres
- Constantin Tampiza : 6 juin 1990 - 1er juillet 1992
- Serghei Certan : 1er juillet 1992 - 5 avril 1994
- Valeriu Bobuţac : 5 avril 1994 - 24 janvier 1997
- Ion Guţu : 24 janvier 1997 - 22 mai 1998
- Ion Sturza : 22 mai 1998 - 17 février 1999
- Alexandru Muravschi : 12 mars 1999 - 12 novembre 1999
- Eugen Slopac : 21 décembre 1999 - 15 mars 2000
- Andrei Cucu : 15 mars 2000 - 4 février 2002
- Ştefan Odajiu : 16 mai 2002 - 2 juillet 2003
- Marian Lupu : 5 août 2003 - 24 mars 2005
- Valeriu Lazăr : 19 avril 2005 - 18 septembre 2006
- Igor Dodon : 18 septembre 2006 - 25 septembre 2009
- Valeriu Lazar : 25 septembre 2009 - 3 juillet 2014
- Andrian Candu : 3 juillet 2014 - 23 janvier 2015
- Stéphane Christophe Bridé : 18 février 2015 - 20 janvier 2016
- Octavian Calmîc : 20 janvier 2016 - 20 décembre 2017
- Chiril Gaburici : depuis le 10 janvier 2018